# Buchelay
 Buchelay  es una población y comuna francesa, en la región de Isla de Francia, departamento de Yvelines, en el distrito de Mantes-la-Jolie y cantón de Mantes-la-Ville.

## Demografía
| 715 | 1090 | 1064 | 1043 | 2066 | 2203 |
| Para los censos de 1962 a 1999 la población legal corresponde a la población sin duplicidades (Fuente: INSEE [Consultar]) |      |      |      |      |      |

Forma parte de la aglomeración urbana de París.